# ابی بیشاپ
ابی بیشاپ (انگلیسی: Abby Bishop؛ زادهٔ ۲۹ نوامبر ۱۹۸۸) بازیکن بسکتبال اهل استرالیا است.
وی در مسابقات کشوری و بین‌المللی در مجموع برندهٔ ۲ مدال برنز شده‌است.